# Rhododendron sparsifolium
Rhododendron sparsifolium är en ljungväxtart som beskrevs av Wen Pei Fang. Rhododendron sparsifolium ingår i släktet rododendron, och familjen ljungväxter. Inga underarter finns listade i Catalogue of Life.